# 白石聖
白石聖（1998年8月10日—），日本女演員，出身於神奈川縣，所屬經紀公司為FLaMme。

## 略歷
出身於神奈川縣。高校2年級暑假時，在原宿的竹下通被星探發掘，就此開啟她的藝人生涯。
2016年6月，出演朝日電視台的電視劇《AKB戀愛之夜 戀工場》，是作為女演員身份的出道作品。2018年4月，開始於文化放送新節目《白石聖的私事…》（白石聖のわたくしごとですが…）擔任廣播主持人。同年12月，她從700多名徵選者雀屏中選飾演女主角的電視劇《I"s》在BS SKY PerfecTV!播出。
2020年8月，首次主演連續劇《恐怖新聞》。10月10日，發行首本個人寫真集「白石聖 2016-2020」。
2025年5月11日，於個人Instagram宣布離開待了9年的經紀公司「芸映」，加入「FLaMme」。

## 個人
- 興趣是購物[8]、插畫[9][10]。
- 特長為書道、打鼓[8]。
- 雖然被許多人認為看起來像是「治癒系」，但本人覺得自己不具備「治癒系」的特質[11]。
- 《銀魂》的忠實讀者，對配音員的工作充滿興趣[12]。

## 演出

### 電視劇
- 《AKB戀愛之夜 戀工場（日语：AKBラブナイト 恋工場）》 第13集 傳聞的轉校生（2016年6月2日、朝日電視台） - 飾演 リカ
- 《仰望師恩（日语：仰げば尊し (2016年のテレビドラマ)）》（2016年7月17日 - 9月11日、TBS） - 飾演 十龜聖
- 《孤獨的美食家》 Season6 第4集（2017年4月29日、東京電視台） - 飾演 みゆ
- 《植木等與熱情努力的博多人（日语：のぼせもんやけん）》 第2集、第5集（2017年9月9日、9月30日、NHK綜合）
- 《只是先出生的我（日语：先に生まれただけの僕）》 第7集、第8集（2017年11月25日、12月2日、日本電視台） - 飾演 加賀谷瑠美
- 《Miss Devil 人事惡魔·椿真子》（2018年4月14日 - 6月16日、日本電視台） - 飾演 藤堂真冬
- 《傳奇王子》（2018年10月4日 - 12月6日、日本電視台） - 飾演 成瀨果音
- 《去為你建墓吧。》（2018年10月28日、富士電視台ONE/TWO/NEXT（日语：フジテレビワンツーネクスト）） - 飾演 石川奈奈
- 《I"s》（2018年12月21日 - 2019年4月26日、BS SKY PerfecTV!（日语：BSスカパー!）） - 飾演 葦月伊織
- 《醜聞專門律師 QUEEN（日语：スキャンダル専門弁護士 QUEEN）》 第3集（2019年1月24日、富士電視台） - 飾演 相馬紀子
- 《絕對正義（日语：絶対正義）》（2019年2月2日 - 3月23日、東海電視台） - 飾演 高規範子（高校時期）
- 《福岡戀愛白書（日语：福岡恋愛白書）》14 天神戀曲（2019年3月22日、九州朝日放送） - 主演 緒方未來
- 《所以我推她（日语：だから私は推しました）》（2019年7月27日 - 9月14日、NHK綜合） - 飾演 栗本ハナ（本名・塚本實花）[13]
- 《世界奇妙物語》19秋之特別編「惠美論」（2019年11月9日、富士電視台）- 主演 吉村惠美[14]
- 《在不白不黑的世界裡，熊貓笑了。》（2020年1月12日 - 3月15日、讀賣電視台・日本電視系）- 飾演 [15]
- 《因為某些原因住在火星～被選中的4人～（日语：ワケあって火星に住みました〜エラバレシ4ニン〜）》第3集（2020年2月7日、WOWOW）- 飾演 前地下偶像・大黑[16]
- 《就活屋（日语：シューカツ屋）》（2020年2月26日、NHK BS Premium）- 飾演 花岡真實[17]
- 《絕對零度～未然犯罪潛入搜查～ AFTER STORY》（2020年3月23日、富士電視台）- 飾演 月村真美
- 《恐怖新聞（日语：恐怖新聞）》（2020年8月29日 - 10月10日、富士電視台・東海電視台）- 主演 小野田詩弦[18]
- 《夢見了那個女孩（日语：あのコの夢を見たんです。）》 第8集（2020年11月21日、東京電視台） [19]
- 《來自灰色星球的小王子》（2021年7月15日 - 9月23日、富士電視台） - 飾演 古河杏奈
- 《STAND UP START》 第7集（2023年3月1日、富士電視台） - 飾演 永野凜子
- 《總之先乾杯吧?（日语：とりあえずカンパイしませんか?）》（2023年3月2日 - 3月23日、東京電視台） - 主演 香山花火
- 《不可能合理～偵探・上水流涼子的解析～》（2023年4月17日 - 6月26日、關西電視台・富士電視台）- 飾演 諫間久實
- 《星期幾出生》第6集 - 最終集（2023年9月17日 - 10月8日、朝日放送電視台・朝日電視台） - 飾演 アガサ
- 《費馬的料理》（2023年10月20日 - 12月22日、TBS）- 飾演 魚見亞由
- 《幽遊白書》（2023年12月14日、Netflix） - 飾演 雪村螢子
- 《佔領新機場》（2024年1月13日 - 3月16日、日本電視台）- 飾演 岩槻澪
- 《反正是他人事與我無關~某律師的真實工作~（日语：しょせん他人事ですから 〜とある弁護士の本音の仕事〜）》（2024年7月19日 - 9月13日、東京電視台） - 飾演 加賀見灯
- 《Shrink-精神科醫生弱井-（日语：Shrink〜精神科医ヨワイ〜）》 第3集（2024年9月14日、NHK綜合・NHK BS Premium 4K） - 飾演 小山内風花
- 《潜入兄妹 特殊詐欺特命捜査官（日语：潜入兄妹 特殊詐欺特命捜査官）》 第2集 - 最終集（2024年10月12日 - 12月14日、日本電視台）- 飾演 朱雀
- 《和我老公結婚吧》（2025年6月27日 - 、Prime Video）- 飾演 江坂麗奈[20]

### 電影
- 《今天的吉良同學》（2017年2月25日）
- 《春&夏事件簿》（2017年3月4日） - 飾演 清水佑香
- 微電影 《Lilting》（2017年3月12日 - 5月13日） - 飾演 百子
- 《栞》（2018年10月26日） - 飾演 高野遙
- 《傳奇王子》（2019年3月21日） - 飾演 成瀨果音
- 《Silent Tokyo And so this is Xmas（サイレント・トーキョー And so this is Xmas）》（2020年冬季公開預定） - 飾演[21]
- 脸红心跳都是你的错（2021年6月4日，东映）-篠原司

### 電視節目
- 《痛快TV 爽快JAPAM（日语：痛快TV スカッとジャパン）》（富士電視台）
  - 胸中悸動的爽快 越過鏡頭的初戀（2017年7月24日） - 飾演 水原あおい
  - 胸中悸動的爽快 只有兩人的合唱練習（2018年2月26日） - 飾演 渡邊貴美子
- 《折紙的魔女與博士之四方時間（日语：オリガミの魔女と博士の四角い時間）》 特集 「拜託鶴了」（2018年12月29日、NHK教育） - 飾演 姫

### 電視廣告
- 摩斯漢堡 「かさばる理由」篇（2017年3月 - ）
- 精靈寶可夢集換式卡片遊戲 擴張包第三弾 唇篇（2017年7月11日 - ）
- 麒麟飲料 午後紅茶
  - 「おちつけ、恋心。」篇（2017年8月11日 - ）
  - 「あいたいって、あたためたいだ。18冬」篇（2018年12月5日 - ）
- LINE 雲端運算AI系統平台 「LINE Clova クマとタヌキ篇」（2017年9月5日）
  - LINE MUSIC LINE Xmas 2018 「back number解禁」篇、「何百通ぶん、好きです。」篇（2018年12月7日 - ）
- XFLAG 怪物彈珠 「米老鼠Ｘモンスト」2人の好きがコラボする篇 / 初デートはモンストでした篇（2018年9月14日 - ）
- GUSTO 麵屋GUSTO 「メン喰らってください」篇（2019年2月14日 - ） - 飾演 クルー ※與山崎育三郎、森繪梨佳（日语：森絵梨佳）共演

### 網路電影
- Leopalace21（日语：レオパレス21） - 飾演 女兒
  - 「つながり〜父娘編〜」（2017年3月1日 - ）
  - 「つながっている、ずっと」父・娘篇（2018年2月27日 - ）
- &美少女 NEXT GIRL meets Tokyo（日语：&美少女 NEXT GIRL meets Tokyo） meets11（2017年6月21日 - 2018年4月4日、FOD[注 1]） - 飾演 佐久間留美

### 音樂錄影帶
- The Super Ball（日语：The Super Ball） 《明日、君の涙が止む頃には》（2017年2月15日）
- 湘南乃風 《ダンシングマップ / Summer Holidays》（2017年7月28日）
- Brian the Sun 《the Sun》（2018年1月25日） - 飾演 小日向陽子
- CIVILIAN（日语：CIVILIAN (バンド)） 《何度でも》（2017年8月8日）
- SHE'S（日语：SHE'S） 《The Everglow》（2018年11月14日）

### 網路雜誌
- LoGiRL（日语：LoGiRL）「髪は短し恋せよ乙女」 第85回 - 第87回（2017年3月6日 - ）
- HOUYHNHNM 路地裏てぃーん。 第9人（2017年4月14日 - ）

### 廣播節目
- 《白石聖的私事…》（2018年4月3日 - 2022年3月18日、文化放送） - 廣播主持人

## 書籍

### 寫真集
- 白石聖 2016-2020（2020年10月10日、WANI BOOKS、攝影：西田幸樹）ISBN 978-4847083259

### 月曆
- 白石聖 月曆 2019 - 2020（2019年3月1日、WANI BOOKS（日语：ワニブックス））ISBN 978-4847081880
- 白石聖 月曆 2020 - 2021（2020年3月10日、WANI BOOKS）ISBN 978-4-8470-8284-9

### 連載
- CMNOW（vol.206、2020年8月7日 - 、玄光社）  - 「聖なる声」[22]

## 獎項
- 2019年
  - 第15回CONFiDENCE日劇大獎最佳新人獎（《絕對正義》）[23]

## 外部連結
- 所屬事務所網頁（日語）
- 白石聖的X（前Twitter）
- 白石聖的Instagram帳戶
- 個人部落格 （日語）（2018-2020年）